# Liste der Wappen in der Woiwodschaft Karpatenvorland
Diese Liste zeigt die Wappen der Landkreise und kreisfreien Städte in der Woiwodschaft Karpatenvorland. Die Woiwodschaft Karpatenvorland ist in 21 Landkreise und vier kreisfreie Städte unterteilt.

## Wappen der kreisfreien Städte in der Woiwodschaft Karpatenvorland

Rzeszów
Krosno
Przemyśl
Tarnobrzeg

## Wappen der Landkreise in der Woiwodschaft Karpatenvorland

Powiat Bieszczadzki
Powiat Brzozowski
Powiat Dębicki
Powiat Jarosławski
Powiat Jasielski
Powiat Kolbuszowski
Powiat Krośnieński
Powiat Leski
Powiat Leżajski
Powiat Lubaczowski
Powiat Łańcucki
Powiat Mielecki
Powiat Niżański
Powiat Przemyski
Powiat Przeworski
Powiat Ropczycko-Sędziszowski
Powiat Rzeszowski
Powiat Sanocki
Powiat Stalowowolski
Powiat Strzyżowski
Powiat Tarnobrzeski